# 中央军事委员会联合参谋部信息通信局
中央军事委员会联合参谋部信息通信局，位于北京市，是中央军事委员会联合参谋部下属局，负责指挥通信保障工作。

## 沿革
1927年8月1日南昌起义中，诞生了中共军队的通信兵，是中共军队最早建立的兵种之一。1928年6月在莫斯科召开的中共六大决定发展无线电通信，以克服各敌后根据地与中央的人力交通的困难。1929年10月周恩来回到上海，成立中央特科第四科，科长李强与蔡叔厚、涂作潮研制无线电收发报机，派张沈川学习无线电收发报技术。1929年至1930年莫斯科国际无线电训练班学员毛齐华、沈侃夫（陈宝礼）、陈昌浩、程祖怡、方廷桢（方仲如）、李元杰；在列宁格勒伏龙芝军事交通学校的涂作潮、宋濂、谭献狄、刘希吾、段子俊。1930年3月中央特科举办第一期无线电训练班，学员有王子纲、黄尚英、伍云甫、曾三、曾华伦、王有才、刘光慧（女）、赵荫祥（女）、蒲秋潮（女）等。1931年6月举办了机要干部训练班，学员有宋侃夫、王逸群、朱邦寅、杨南石、蔡威等。
1931年6月，红一方面军总前委决定成立无线电大队，大队长王诤、政委冯文彬。1931年11月，中华苏维埃共和国中央革命军事委员会无线电总队成立，总队长王诤、政委翁瑛。
1934年1月，中华苏维埃共和国中央革命军事委员会（简称“中革军委”）成立一、二、三、四局。其中二局主管无线电侦察，由无线电总队开展侦收工作的人员及电台组建，局长曾希圣。四局（后改为三局）主管通信（包括无线电通信、有线通信、简易信号通信），局长王诤、政委翁瑛（后来为伍云甫）、副局长伍云甫。自此，中革军委三局统管党、政、军的通信联络工作。长征前夕，中革军委决定组建通信团，王诤兼任团长、伍云甫兼任政委。1934年8月，红军开始长征，中革军委三局在局长王诤、政委伍云甫的带领下，随中央红军出发。
1935年5月，红四方面军开始长征。1935年6月，红一方面军（中央红军）、红四方面军在四川懋功会师。1935年8月，红军总司令部三局成立，局长宋侃夫、政委伍云甫，统一领导中央红军、红四方面军的全部12个电台。1935年8月，红一、四方面军混编成左路军、右路军北上。不久，因红四方面军张国焘与中央发生矛盾，左路军连同右路军中的红四方面军部队南下，随左路军行动的红军总司令部三局辖7部电台。另一方面，在中央的要求下，王诤在1936年1月27日使用军委三局的电台与红二、六军团取得联络。
抗日战争和第二次国共内战时期，军委三局局长继续由王诤担任。1940年春，中共中央副主席周恩来自苏联带回共产国际送给的一部广播机，中央成立以周恩来为首、王诤与向仲华（新华社社长）等人参加的广播委员会，负责筹建并领导延安新华广播电台，该广播电台由军委三局主管。总台台长刘文粟，副台长刘法墉。报务员技术津贴为每月6升小米。
解放战争时期，各大区纷纷成立通信学校。1946年2月7日，东北民主联军通信学校在吉林梅河口成立，校长段子俊兼。1946年6月华东通信学校在山东临沂开学，校长黄荣。1946年冬西北通信学校由联司通信队改编设立，校长刘克东。1946年冬在大连成立关东电气专门学校，校长段子俊，副校长罗若遐。1947年2月5日晋察冀军区电讯工程专科学校在河北阜平县成立，曾涌泉兼任校长。1948年5月成立华北军区电讯工程专科学校，王诤兼任校长。1948年11月中原军区电讯专科学校成立，军区兼野战军参谋长李达兼校长、学校政委。
1948年6月，军委三局随中央转移至平山县，领导机构调整：局长王诤、副局长王子纲、刘寅、李强，下设3个办公室。1948年6月24日中央军委颁布《通信技术人员待遇条令》。
经中央批准，1949年5月30日军委三局改为中国人民革命军事委员会电信总局（也说军委三局与其合署办公），办公地点位于西长安街3号，原华北电信总局旧址。当天在北平召开二千人出席的成立大会。中央军委决定：王诤任总局局长，副局长李强、刘寅、王子纲（兼北平电信局局长）、钟夫翔（兼天津电信局局长）。总局下设业务、技术、干部、器材、局务、卫生等六处，另设工业管理处及秘书室与工业设计委员会。总局负责管理与经营全国公用通信系统。北平军管会所属北平电信局改为“中央军委电信总局北平电信局”。
1950年5月24日，中央决定成立中央人民政府人民革命军事委员会通信部，任命王诤为部长，刘寅为副部长兼干部处处长，罗若遐为副部长兼业务处处长。同时撤消军委电讯总局的番号。中央人民政府人民革命军事委员会通信部由中央人民政府人民革命军事委员会直接领导。1954年，改称中国人民解放军总参谋部通信部。1956年4月，改称中国人民解放军通信兵部。1959年3月，改称中国人民解放军总参谋部通信兵部。1961年2月，改称中国人民解放军通信兵部。1975年3月，改称中国人民解放军总参谋部通信部。
2011年，经中央军委主席胡锦涛和中央军委批准，中国人民解放军总参谋部通信部改编为中国人民解放军总参谋部信息化部（简称总参信息化部，又称总参五部）。总参谋部信息化部成立大会2011年6月30日在北京举行。与此同时，中国人民解放军军以上单位也在原通信部门的基础上改编形成信息化部门。
2016年改革前，中国人民解放军总参谋部信息化部下设：政治部、后勤部、军务局、信息安全局、通信与指挥自动化局、科技装备局、军事代表局、工厂管理局（管理：中国人民解放军第六九〇三工厂、中国人民解放军第六九〇四工厂、中国人民解放军第六九〇五工厂、中国人民解放军第六九〇六工厂、武汉龙安集团有限责任公司（中国人民解放军第六九〇七工厂）、中国人民解放军第六九〇八工厂、中国人民解放军第六九〇九工厂等）、训练局、中国人民解放军总参谋部第六十一研究所、中国人民解放军总参谋部信息化部北京研究所、中国人民解放军总参谋部通信工程设计研究院、中国人民解放军总参谋部信息保障基地等。并管理总参谋部直属院校：中国人民解放军西安通信学院、中国人民解放军重庆通信学院。
在深化国防和军队改革中，2016年1月撤销中国人民解放军总参谋部，组建中央军事委员会联合参谋部，下设中央军事委员会联合参谋部信息通信局。中国人民解放军原总参谋部信息化部负责领导和管理全军信息化建设，而中央军事委员会联合参谋部信息通信局则专门主管指挥通信保障，核心工作是保通备战。

## 历任领导

### 早期机关
军委三局局长
- 王诤（1934年1月－1949年）

军委电讯总局局长
- 王诤（1949年－1950年5月）

中央人民政府人民革命军事委员会通信部部长
- 王诤（1950年5月－1954年）

中国人民解放军总参谋部通信部部长
- 王诤 中将（1954年－1956年4月）

### 兵种领导机关
（1956年4月至1959年3月为中国人民解放军通信兵部，1959年3月至1961年2月为中国人民解放军总参谋部通信兵部，1961年2月至1975年3月为中国人民解放军通信兵部。）
| 主任 - 王诤 中将（1956年4月－1959年4月） - 江文 少将（1959年4月－1969年6月） - 周世忠（1969年6月－1975年3月） | 政治委员 - 朱明（1956年10月－1963年3月） - 黄文明（1963年3月－1965年8月） - 陈鹤桥（1965年8月－1975年3月） |

| 副主任 - 曹丹辉（1956年4月－1958年11月） - 江文（1956年4月－1959年4月） - 李景瑞（1956年4月－1959年4月；1961年2月－1963年12月） - 林伟（1961年2月－1963年12月） - 孙俊人（1961年2月－1962年6月） - 黎东汉（1963年12月－1975年3月） - 龙振彪（1963年12月－1975年3月） - 周涌（1963年12月－1975年3月） - 陈挽澜（1964年6月－1975年3月） - 樊哲祥（1965年10月－1966年5月） - 崔伦（1969年8月－1975年3月） - 黄萍（1969年12月－1975年3月） | 副政治委员 - 王赤军（1956年4月－1959年4月；1961年2月－1963年12月） - 范阳春（1963年12月－1975年3月） - 吴钊统（1969年8月－1975年3月） |

| 参谋长 - 江文（1956年4月－1959年4月，兼任） - 周涌（1962年2月－1964年6月） - 崔伦（1964年6月－1969年10月） - 屈培壅（1969年10月－1975年3月） | 政治部主任 - 范阳春（1956年10月－1959年4月；1961年2月－1963年12月；1963年12月－1964年6月，兼任） - 国林之（1964年6月－1969年10月） - 吴钊统（1969年8月－1970年12月，兼任） - 刘鸿儒（1970年12月－1973年1月） |

### 中国人民解放军总参谋部通信部、信息化部
| 中国人民解放军总参谋部通信部部长 - 周世忠（1975年3月－1975年9月） - 江文（1975年9月－1981年6月） - 崔伦（1981年6月－1985年7月） - 刁培泽（1985年7月－1988年8月） - 李云生 少将（1988年8月－1995年8月） - 袁邦根 少将（1995年8月－1999年12月） - 徐小岩 少将（1999年12月－2005年7月） - 张训才 少将（2005年7月－2008年5月） - 陈东 少将（2008年5月－2011年6月） | 中国人民解放军总参谋部通信部政治委员 - 陈有庆 |

| 中国人民解放军总参谋部信息化部部长 - 陈东 少将（2011年6月－2012年12月） - 王克斌 少将（2013年－2016年） |

### 中央军委联合参谋部信息通信局
| 中央军委联合参谋部信息通信局局长 | 中央军委联合参谋部信息通信局副局长 - 董晓波（2016年－） - 南庚（2016年－） |